# 彭宗孟
彭宗孟（西元1574年—？），字孟公，號天承，浙江海宁卫官籍直隶全椒县人，明末官員。

## 生平
嘉兴府海鹽縣學增廣生。萬曆二十八年（1600年）庚子科浙江鄉試舉人，萬曆二十九年（1601年）聯捷三甲進士。授朝城縣知縣。萬曆三十一年（1603年）充任本省鄉試同考官。不久調滕縣，升南京吏部主事，擢河南道監察御史。後因出身浙江被貶，巡按湖廣。彭宗孟性格剛直，屢忤閹黨。因親老乞歸。光緒《海鹽縣志》有傳。

## 家族
彭宗孟家族爲海鹽當地望族，明初以軍功授世職。曾祖彭瑞，指挥。祖父彭大年，指挥。父彭紹賢襲蘇松參將。母鄭氏，诰赠淑人；继母劉氏，贈淑人；继母李氏。有子長宜、修奕、原廣、期生、弘保。